# Fronteira Camboja–Laos

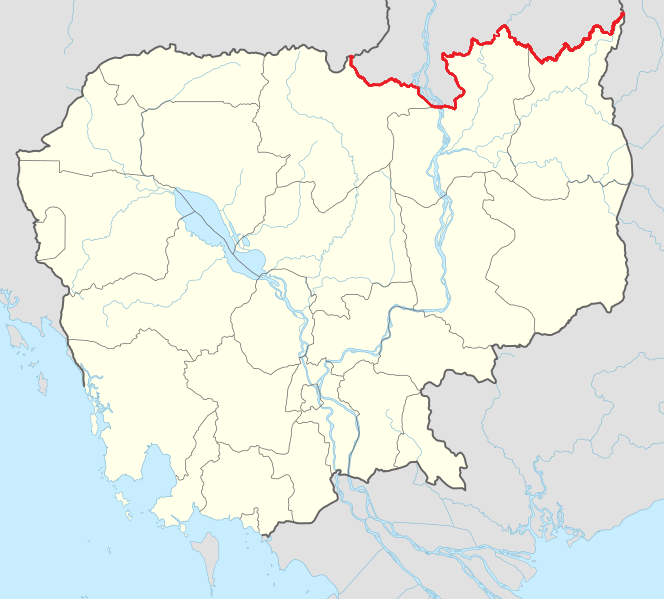
A região que está marcada em vermelho é a localização da fronteira entre Camboja e Laos

A fronteira entre o Camboja e o Laos é um linha bem sinuosa de 541 km de extensão, sentido oeste-leste, que separa o extremo sul do Laos da parte leste do norte do território do Camboja. A fronteira é atravessada pelo rio Mekong e tem ponto extremo sul na altura do paralelo 14 N. No oeste faz a tríplice fronteira Laos-Camboja-Tailândia e no leste termina no ponto triplo dos dois países com o Vietnam. Separa as províncias laosianas de Attapeu, Champassak das cambojanas de Preah Vihear, Stung Treng, Ratanakiri.
Essa fronteira se formou com a história conjunta dessas duas ex-colónias francesas, que ficaram sob domínio da França como parte da Indochina Francesa desde o final do século XIX até à independência de ambas em 1953. Nas décadas de 1960 e 1970 as duas nações se envolveram nas guerras do Vietnã e Camboja.